# Amy Mbacké Thiam
Pour les articles homonymes, voir Thiam.
Amy Mbacké Thiam (née le 10 novembre 1976 à Kaolack), est une athlète sénégalaise, pratiquant le 400 mètres. Elle est la seule athlète sénégalaise de l'histoire à avoir remporté un titre mondial.

## Biographie
Après avoir intégré l'international senior sous la tutelle du CIAD (centre international d'athlétisme de Dakar), elle remporte le titre mondial du 400 m dames lors des championnats du monde 2001 qui se déroulent à Edmonton, au Canada. Cette victoire a bouleversé l'épreuve en se classant sur le coup numéro un mondiale. Quinze jours plus tôt elle a obtenu le titre des Jeux de la Francophonie également au Canada. Elle confirme ainsi son statut de nouvelle reine de la distance. Cette année-là, elle est portée au rang d'officier de l'Ordre national du Lion du Sénégal.
Mais, malgré son talent naturel, sa science du 400 m, sa maîtrise de la piste, ses capacités d'adaptation et de suprématie, elle ne remplit pas l'objectif qu'elle s'était fixée : elle ne remporte que la médaille de bronze aux mondiaux 2003 de Paris Saint-Denis, le titre revenant à sa rivale mexicaine Ana Guevara.
En 2005, du fait de problèmes de santé, elle ne se classe que huitième des championnats du monde d'Helsinki. L'année précédente, Thiam avait remporté avec ses coéquipières du relais 4 x 400 m le titre de championnes d'Afrique. En 2006, elle remporte le titre du 400 m des Championnats d'Afrique (52 s 22) et la médaille de bronze sur le relais 4 × 400 m (3 min 35 s 55).
Aux Championnats du monde d'Osaka 2007 et de Berlin en 2009, Amy Mbacke est éliminée en série (en 2007) et en demi-finale (2009) sur le 400 m. 
Amy rayonne toujours sur le plan continental, comme le révèlent ses performances : Aux Championnats d'Afrique de 2010, elle est médaillée d'argent sur le 400 m et médaillée de bronze sur le 4 x 400 m, en 2012 le bronze sur les 2 épreuves. Elle participe aux Championnats du monde de Moscou en août 2013 où elle atteint les demi-finales à 37 ans.

## Palmarès
| Date | Compétition                | Lieu         | Résultat | Épreuve   | Temps         |
| ---- | -------------------------- | ------------ | -------- | --------- | ------------- |
| 1998 | Championnats d'Afrique     | Dakar        | 4e       | 400 m     | -             |
| 1998 | Championnats d'Afrique     | Dakar        | 2e       | 4 × 400 m | 3 min 31 s 42 |
| 1999 | Jeux africains             | Johannesburg | 3e       | 400 m     | 50 s 95       |
| 1999 | Jeux africains             | Johannesburg | 2e       | 4 × 400 m | 3 min 31 s 63 |
| 2001 | Jeux de la Francophonie    | Ottawa       | 1re      | 400 m     | 50 s 92       |
| 2001 | Championnats du monde      | Edmonton     | 1re      | 400 m     | 49 s 86       |
| 2002 | Championnats d'Afrique     | Radès        | -        | 400 m     | DNS           |
| 2003 | Championnats du monde      | Paris        | 3e       | 400 m     | 49 s 95       |
| 2003 | Championnats du monde      | Paris        | -        | 4 x 400 m | DQ            |
| 2004 | Championnats d'Afrique     | Brazzaville  | 1re      | 4 × 400 m | 3 min 29 s 40 |
| 2005 | Championnats du monde      | Helsinki     | 8e       | 400 m     | 52 s 22       |
| 2006 | Coupe du monde des nations | Athènes      | 6e       | 400 m     | 51 s 39       |
| 2006 | Coupe du monde des nations | Athènes      | 6e       | 4 × 400 m | 3 min 27 s 65 |
| 2006 | Championnats d'Afrique     | Bambous      | 1re      | 400 m     | 52 s 22       |
| 2006 | Championnats d'Afrique     | Bambous      | 3e       | 4 × 400 m | 3 min 35 s 55 |
| 2007 | Championnats du monde      | Osaka        | 38e      | 400 m     | 54 s 31       |
| 2009 | Championnats de France     | Angers       | 3e       | 200 m     | 23 s 17       |
| 2009 | Championnats du monde      | Berlin       | 14e      | 400 m     | 51 s 70       |
| 2010 | Championnats de France     | Valence      | 2e       | 400 m     | 52 s 58       |
| 2010 | Championnats d'Afrique     | Nairobi      | 2e       | 400 m     | 51 s 32       |
| 2010 | Championnats d'Afrique     | Nairobi      | 3e       | 4 x 400 m | 3 min 35 s 55 |
| 2010 | Coupe continentale         | Split        | 4e       | 400 m     | 51 s 46       |
| 2010 | Coupe continentale         | Split        | 2e       | 4 × 400 m | 3 min 27 s 99 |
| 2011 | Jeux africains             | Maputo       | 2e       | 400 m     | 51 s 77       |
| 2011 | Jeux africains             | Maputo       | 2e       | 4 × 400 m | 3 min 32 s 21 |
| 2012 | Championnats d'Afrique     | Porto-Novo   | 3e       | 400 m     | 51 s 68       |
| 2012 | Championnats d'Afrique     | Porto-Novo   | 3e       | 4 × 400 m | 3 min 31 s 64 |
| 2012 | Jeux olympiques            | Londres      | 31e      | 400 m     | 53 s 23       |
| 2013 | Championnats du monde      | Moscou       | 20e      | 400 m     | 52 s 37       |

## Records
| Épreuve          | Performance | Lieu      | Date            |
| ---------------- | ----------- | --------- | --------------- |
| 200 m            | 23 s 10     | Doha      | 13 mai 2005     |
| 400 m            | 49 s 86 NR  | Edmonton  | 7 août 2001     |
| 200 m (en salle) | 23 s 56 NR  | Liévin    | 10 février 2009 |
| 400 m (en salle) | 52 s 48 NR  | Stockholm | 2 février 2006  |